# 渚カヲル
渚 カヲル（なぎさ カヲル）は、日本のアニメーション作品『新世紀エヴァンゲリオン』および『ヱヴァンゲリヲン新劇場版』とその派生作品に登場する架空の人物で、エヴァンゲリオンのパイロットの一人である。担当声優は石田彰。

## プロフィール

### 各作品共通
エヴァンゲリオンのパイロットの一人。その正体は作中に登場する生命体「使徒」の一人であり、『新世紀エヴァンゲリオン』においては第17使徒「タブリス」（TABRIS）、『ヱヴァンゲリヲン新劇場版』においては第1の使徒および第13の使徒である。
- 生年月日：2000年9月13日[1]（15歳[1] / セカンドインパクトの発生と同日）
- 身長 : 162cm
- 体重：47kg
- 性別：男性
- 血液型：不明[1]
- 所属：NERV[1]、ゼーレ

## 『新世紀エヴァンゲリオン』
エヴァンゲリオンのパイロットの1人。アスカの代わりのフィフスチルドレンとして人類補完委員会（≒ゼーレ）により直接NERVに送り込まれた少年。アッシュグレイの髪と赤い瞳、極端に白い肌を持つ美少年で、過去の経歴は生年月日を除き綾波レイと同じく全て抹消済みである。プラグスーツの色はダークブルー。漫画の登場人物紹介の欄や公式のファンブックなどにも”謎の美少年”や”シンジに似た首の長さ、アスカに似た口元、綾波に似た色素の薄さ”、”小顔”と明記されている。その上、ト書きでは”ぞっとするような美貌の持ち主”とまでいわれている公式美形である。綾波よりも色が白いという設定もある。
傷心の碇シンジにベートーヴェンの交響曲第9番の鼻歌を歌いながら近づき魅了する。正体は使徒であり、弐拾四話と劇場版のみと登場自体は少ないものの、シンジに大きな影響を与えた人物の一人である。作中世界の核心を知る数少ない存在でもあり、彼の謎めいた言葉の数々は、その後の展開を示唆するものが多い。

### 性格
常に微笑みを浮かべ、柔和な印象を与える一方で、年齢を感じさせない超然とした性質も持ち合わせている。社交性に富みながらも話す言葉は難解なものも多く、並みの理解力では思考を読み解くことは難しい。人類に対して人ならざる者としての達観した態度や憂いを含んだ眼差しを向けることもあり、シンジに対してはその繊細さに惹かれ、特別に好意を寄せ、「君に会うために生まれてきたのかもしれない」とまで述べている。
歌（音楽）に対して特別な思いがあるらしく、「リリンの生み出した文化の極み」と表現している。「生と死は等価値」であり「自らの死こそが唯一の絶対的自由」など、独自の死生観を持ち、自殺願望も抱えていた様子。ゲーム『新世紀エヴァンゲリオン2』では、自身の正体や存在意義について苦悩する様も描かれている。

### 真相
正体は第17使徒タブリスとされるが、その魂は第1使徒アダム本人のものであり、アダムの復活を目指すアダム計画の一環として、ゼーレによりサルベージされたアダムの魂に人型の男性の肉体が与えられ、それが渚カヲルとなる。その肉体はセカンドインパクトの際にアダムにダイブされた人の遺伝情報を基に、アダムにより生み出された肉体だと考えられる。
自身は攻撃能力を持たないが、極めて強力なA.T.フィールドを展開し、空中を自在に浮遊できる。アダムの魂を持つがゆえ、魂さえ無ければアダムベースのEVAならば自在に操り、同化することができる。劇場版でゼーレが投入した量産機に使用されたダミープラグは、この渚カヲルのパーソナルを用いたものである。
ゲーム「新世紀エヴァンゲリオン2」によれば、アダムやリリスはサードインパクトを起こし補完計画を発動する際、魂の道標（ナビゲーター）としての役割もあると示唆され、ゲンドウにとってリリスの魂を持つ綾波レイがそうであるように、ゼーレにとってはアダムの魂を持つ渚カヲルこそが、切り札となりえる存在だった模様。アダム・タブリス・渚カヲルなどという名称は、どれも人間が勝手にそう呼んでいるだけであり、僕は僕だとモノローグで語っている。アダムの時の記憶は一部欠落している。
ゲンドウの裏切りを感知したゼーレにより、彼らの願いを託される形で送り込まれ、EVA弐号機を遠隔操作してターミナルドグマへ侵入し、アダムとの接触を試みるも、それがリリスであると看破すると、何かを悟ったかのように接触を中止し、自ら望んでEVA初号機によって握殺される。脚本や作中のゼーレの台詞から、ゼーレは実際はカヲルによるサードインパクトは望んではおらず、端から殺されることを望んでいたとわかる台詞が存在する。しかし、カヲルがリリスを前にどこまで悟ったのかは定かではない。
アダム系の使徒には情報の受け継ぎや共有があり、かつ使徒は自身にない知恵の実を持つ人類に興味があったとされ、カヲルはこの連なりの到達者としての存在意義もあったとされる。人以上に人の言葉を完璧に使いこなし、人の姿なのは人という種の理解を望んだからではないかともされ、実際に人に理解を示し、自らの死により未来を人（シンジ）に譲った。
劇場版では、リリスとして巨大化したレイからカヲルの姿が現れる場面が存在するが、胎児状のアダムをリリスが取り込んだ影響だとされる。人類の補完が行われる最中、レイとともにシンジと対話を行い、道を示しつつシンジを見送る。綾波レイに対しては、互いに同じ存在であることを一目で見抜き、「君は僕と同じだね」と繋がりを示唆している。
庵野らによれば「不完全な自分（シンジ）と完璧な自分（カヲル）という2人のキャラクターを出す」というアイデアの下、「完璧なもう一人の碇シンジ」として設定されている。

### キャラクター造型
モデルは庵野秀明の友人であるアニメ監督の幾原邦彦（ただし外見上なのか性格上のモデルなのかは不明）。身体は人間の男性である。キャラクターデザインの貞本義行はシンジを意識しながらより耽美的にデザインしたと語っており、最後の使徒という設定のもと、使徒と接触した全ての人間の特徴を入れるのがコンセプトだという。たとえば首の細さはシンジ、赤い眼はレイ、口の不敵な感じはアスカが元になっている。
「渚カヲル」のネーミングは脚本を務めた薩川昭夫による。由来は、映画監督の大島渚からで、「渚」は綾波レイの「波」と対になっている。または姓は偏と旁を分けると「シ者」、すなわち使者（→使徒）であり死者、名前は「オワリ」を五十音順で1字後にずらしたものから「カヲル」、姓と合わせると「シ者オワリ」→「渚カヲル」となる言葉遊び。つまりは「最後の使徒」であり「最後のシ者」であるとの隠喩である。これは弐拾四話のタイトルにも掛かっている。
インタビューにて、”庵野 「最後の使徒は人と同じ形で少年にしようと思ってたんで」
ー「でも渚カヲルって名前だって、女の子でもいいわけじゃないですか」
庵野「でもあれは少年ですよ。女性って感覚がまるでないですもんね。シンジともうひとりのシンジですから。理想のシンジが現れるんで、女性ではダメです」”
というやりとりがあり、身体が女性ではなく、男性であることにはこだわりがあるとのこと。
貞本自身は「子供っぽいキャラクター」としてデザインした経緯があったため（漫画版の項で後述）、石田彰のキャスティングが好評を博したことを認めながらも「もっとかわいい声をイメージしていた」とイメージの相違に言及していた。だが2008年には「結果的には、石田さんの声にもってかれるというか、そのアンバランスさがカヲルの魅力になった」と語った。

## 『ヱヴァンゲリヲン新劇場版』
『序』の段階から、庵野秀明により新劇場版の設定やカヲルの役割などについてのレクチャーをキャスト陣で唯一受けていたという石田彰は、『Q』収録後のインタビューでカヲルについて「前のサイクルとは違う筈なのに、何度やってもやはり同じ轍を踏んでしまう。それでも線路のポイントを違うところに切り替えてみたい。大きなものの流れに対して、なんとかあがいてみたいという想いがあって、生き残るべきシンジの身代わりになっていくんでしょうね」と語っている。

### 1作目『:序』
短時間ながら、最終場面において月面（静かの海）にある複数の棺のうちの1つから裸身で目覚める。宙に浮かぶモノリスの立体映像（旧作におけるキール・ローレンツ）と会話することから、ゼーレとは旧作と同じくつながっていることが窺える。だが、この時点で面識の無かったシンジの名を既に知っており、「また3番目とはね。変わらないな君は」と呟くなど、彼に興味を抱いている様子を窺わせる。

### 2作目『:破』
3シーン合わせて1分程度の登場であるものの、事態が動こうとする局面においてその姿を見せる。
月面では建造中のエヴァンゲリオンMark.06の指先に上半身裸で座っており、その姿を目撃したゲンドウと冬月へ振り返って「はじめまして、お父さん」と呟く。終盤ではMark.06に乗ってNERV本部上空へ現れ、初号機へカシウスの槍を投擲してサードインパクトを阻止すると共に「今度こそ君だけは幸せにしてみせるよ」とシンジへの決意を呟く。

### 3作目『:Q』
初号機の覚醒（ニア・サードインパクト）から14年後、EVA第13号機のパイロットとしてNERVに所属している。容姿はシンジやアスカ、マリと同様、14年前のまま（生まれつきか『エヴァの呪縛』によるものかは不明）となっている。14年の時を経て友人も知人もいなくなり、反ネルフ組織「ヴィレ」のメンバーからも冷たくあしらわれ孤独になってしまったシンジに「僕は君に会うために生まれてきたんだね」といった言葉をかけたり、ピアノの連弾をしたりすることで仲を深めていく。
14年の間に何があったか知りたいというシンジに対し、世界の惨状を見せて真相を語る。シンジはレイを救おうとした自身の行動が世界を荒廃させた「サードインパクト」に繋がったという現実、そして何よりレイを救えていなかったことに絶望し、心を閉ざしてしまう。第13号機の完成後もシンジはエヴァに乗ることを拒むが、彼の首に付いていたDSSチョーカーを外して自らの首に付け、『ロンギヌスの槍』と『カシウスの槍』、そして第13号機があれば世界を修復できると告げ、「2人でリリンの希望となろう」と励ます。
シンジと共に搭乗した第13号機でセントラルドグマに降下し、アスカとマリの妨害をかいくぐりながらリリスとMark.06に刺さっていた槍を手に取ろうとする。しかしそこにあるはずの槍がカシウスとロンギヌスではなく、2本ともロンギヌスであることに気付き動揺する。シンジを制止するが、彼は強引に槍を手に取ってしまう。その結果、槍が抜かれたMark.06の中から現れた第12の使徒の侵食を受け、カヲル曰く「リリンの王」であるゲンドウの狙いにより第1の使徒から第13の使徒へと堕とされてしまう。そして第13号機は覚醒し、新たな惨劇「フォースインパクト」のトリガーとなってしまう。
世界の修復どころか新たな破壊を誘発したこと、さらにエヴァの覚醒に伴うDSSチョーカーの作動によってカヲルが死んでしまうということに愕然として涙するシンジを慰め、第13号機のコアに2本の槍を突き刺した。「そんな顔をしないで。また会えるよ、シンジ君」という最期の言葉を遺し、その直後、チョーカーの爆発により首を吹き飛ばされて死亡する。カヲルの死により、第13号機の覚醒は収まるもののフォースインパクトの進行は止まらず、ゼーレの保険とされていたシンジの乗るエントリープラグをマリが第13号機から強制射出させたことでガフの扉が閉じ、ようやく収束した。

### 4作目『シン・エヴァンゲリオン劇場版𝄇』
前作で死んだため初期のシーンには登場しないものの、カヲルの死にショックを受けていたシンジが回想の中のカヲルの言葉に対して初めて前向きに応じるというシーンが存在する。またその後マイナス宇宙のシーンに登場し、シンジと対話を行う。その中で、シンジに「君とは何回もここで会ってる」と言われ、自分とシンジが生命の書に名を連ねていること、自分は永遠に演じることを続けていなければならない、ループするエヴァンゲリオンの作品世界で、シンジを幸せにするために何度も手助けして来たということをシンジに伝え、その光景が映し出される。そんな時、幼いシンジが友達になろう、と全裸のカヲルに手を差し伸べたのを受けて、カヲルは涙を流した。シンジを幸せにすることは本当は自分自身の幸せに繋がっていたのだと気付いたカヲルは、加持と話しながらシンジのもとを去っていく。そして、ラストシーンでは駅のホームでレイと並ぶ姿が描かれた。

## 漫画版
使徒アラエル戦の前から登場し、当初からゼーレが用意した最後の使徒・タブリスであることが示されている。超然としつつも社交性に長けた存在であったアニメ版とは大きく異なり、登場当初は親とはぐれた野良猫の子を「このまま生かしておいても苦しんで死ぬだけ」との歪んだ善意から絞め殺し、他者のために激昂するシンジを奇妙と評するなど、ヒトの心を理解できない存在として描かれている。シンジとの交流はアニメより多かったものの、互いの性格がともにアニメとは異なることから上手くいくことはなく、シンジには拒まれ続けていく。
アラエル戦後にアスカのリタイアにより弐号機パイロットに正式に任命され、使徒アルミサエル戦に出撃する。その際にアルミサエルの侵食を受け、レイのシンジを想う気持ちがカヲルに流れ込んだことで、涙を流し、ヒトがヒトを想う心に触れ、以降は好きという感情にこだわりそれを露にするようになる。貞本によれば、異性としてシンジを想うレイの気持ちを感受してしまったことで、シンジへの好意に興味を持ちつつも、自分の体は男として生まれてしまったがゆえに、この気持ちはどうなるんだろう、という自分なりの『せつない構造』をつくってみたつもりだと述べている。
最後はゼーレの望みを受け、ターミナルドグマへ侵入しアダム（リリス）の元へたどり着くが、それがリリスであることを悟ると、シンジに自分の運命とサードインパクトについて語った後、初号機の掌で扼殺される。その際に「僕を少しでも好きなら殺して欲しい」と伝え、そうすることでシンジの記憶に残ることを望む。漫画版のゼーレはアニメ版とは違い、実際にカヲルによるサードインパクトからの補完を望み送り出している。後に補完を拒否する際、シンジがカヲル（他人）のことを傷つけたと思い返す描写がある。
アニメ版では「完璧なもう一人の碇シンジ」としてのプロットだったのに対し、貞本は「当初の構想から子供っぽいキャラクターとしてデザインし、無邪気なカヲルのイメージがずっと自分の中に強く残っていた」とし、漫画版における人物像はこうしたイメージが反映されたものになっている。また、「現実的にシンジが“人を好きになる”ことと向き合うエピソードで、カヲルを存在させた」とも語っている。

## ゲーム版
『新世紀エヴァンゲリオン2』では、説得に成功すると人類との共存を望み、パイロットとして参入する。その際、消失したはずのEVA4号機をどこからともなく呼び出し、自らの乗機としてNERV本部にもたらす。
『名探偵エヴァンゲリオン』ではEVA乙型、『新世紀エヴァンゲリオン バトルオーケストラ』ではEVA乙号機に、パチンコ・パチスロでは『CR新世紀エヴァンゲリオン 〜使徒、再び〜』以降EVA四号機に搭乗する。基本的にパチンコ・パチスロではプレミアムキャラクターとしての扱いであり、液晶画面に何らかの形でカヲルもしくは四号機が登場した時点で、パチンコであれば出玉アリの確変大当たり、パチスロであればボーナス確定となることが恒例となっている（例外としてチャンスボタン予告の無言は初代ではガセ、セカンドインパクトではスーパーリーチ、奇跡の価値は・使徒、再びでは高期待度、最後のシ者以降では必ず喋る。セカンドインパクトでのシンクロリーチでは暴走モードアリ。他にはパチスロ『新世紀エヴァンゲリオン 〜魂の軌跡〜』の「カヲル覚醒モード」があるが、これは次回ボーナスまで続くリプレイタイムなので、プレミアムであることは変わらない）。ただし、パチンコ5作目の『CR新世紀エヴァンゲリオン 〜最後のシ者〜』にはカヲル登場時でもハズレの場合もある予告が1つだけ存在する。それはチルドレンモード（時短中）、パソコン画面に碇シンジ、惣流・アスカ・ラングレー、ペンペンと共に登場する予告で30.7%の期待度である。
スーパーロボット大戦シリーズでは、ストーリーの真意に絡むことが多く、他作品のキャラクターとも意味深な会話することがある。基本的にスポット登場で、プレイヤーキャラクターとして使えるケースは少ない。かつては使用できたのは『第3次スーパーロボット大戦α 終焉の銀河へ』のみで、EVA零号機・改に乗ってのスポット参加に限られていたが、『第3次スーパーロボット大戦Z 天獄篇』において「新劇場版：Q」の設定で初めて正式なプレイヤーキャラクター（第13号機サブパイロット）として使用できるようになっている。

## その他
- 栗山千明は「理想の男性」として渚カヲルの名を挙げている[13]。
- ファンブック『ALL ABOUT 渚カヲル A CHILD OF THE EVANGELION』が2008年に発売された。内容は貞本義行へのロングインタビュー、漫画版のダイジェストなどである。
- 声を担当している石田彰は、パチンコやパチスロ、エヴァショップの店内アナウンスなどで「カヲルがおよそ言わないであろう台詞を言わなければならないのが難しい」と語っている。
- 500 TYPE EVAの車内放送にも起用された。
- Netflix配信版のカヲルのシンジに対する「好きってことさ」というセリフの英語字幕がDVD・Blu-ray版では「It means I love you」（愛してるってことさ）であったのに対して直訳の「It means I like you」に変更になったことで従来のファンから苦情があった[14]。

## 日本国外版での声優
- 英語
  - カイル・スターディバント
  - アーロン・クローン（英語版）（劇場版）
  - グレッグ・エアーズ（英語版）（ビデオフォーマット版）
  - ジェリー・ジュエル（新劇場版:序、:破、:Q）
  - ダマン・ミルズ（Amazon Prime Video版）
  - クリフォード・チェイピン（英語版）（Netflix版）